# Papilio noblei
Papilio noblei ist ein Schmetterling aus der Familie der Ritterfalter (Papilionidae). Sein Verbreitungsgebiet liegt in Südostasien, wo er von Myanmar bis Vietnam anzutreffen ist.

## Merkmale
Die Falter erreichen eine Flügelspannweite von 100 bis 120 Millimetern. Die Vorderflügel sind dunkelbraun bis schwarz. Im unteren Fünftel der Postdiskalregion befindet sich ein gelber, dreieckförmiger Bereich, der Richtung Innenrand stetig breiter wird und sich auf den Hinterflügel fortsetzt. Die Hinterflügel sind ebenfalls dunkelbraun bis schwarz. Der gelbe Bereich wird bis zur Mitte der Postdiskalregion weitergeführt und bildet im Gesamten ein Dreieck. Der Außenrand der Hinterflügel ist gewellt und hat einen Schwanzfortsatz. Im Analwinkel befindet sich ein rotes, angedeutetes Auge.
Die braune Unterseite der Vorderflügel ähnelt stark der Oberseite. Die Adern in der Zelle sind gelb hervorgehoben. Die Unterseite der Hinterflügel ähnelt auch stark der Oberseite. Die Basalregion ist mit gelben Schuppen übersät. In der Submarginalregion befindet sich in der Nähe des Außenrandes eine Reihe oranger Flecken.
Es gibt im Flügelmuster keine Geschlechtsunterschiede, beide haben die gleichen Flügelzeichnungen und denselben Körper, dessen Oberseite schwarz und dessen Unterseite dunkelbraun ist.

### Ähnliche Arten
- Papilio antonio

### Unterarten
- Papilio noblei hoa

## Gefährdung
Die Art gilt nicht als bedroht ist aber nicht sehr häufig in ihrem Verbreitungsgebiet anzutreffen.